# Arizona-Zypresse
Die Arizona-Zypresse (Cupressus arizonica) ist eine Pflanzenart aus der Gattung der Zypressen (Cupressus) innerhalb der Familie der Zypressengewächse (Cupressaceae).

## Beschreibung

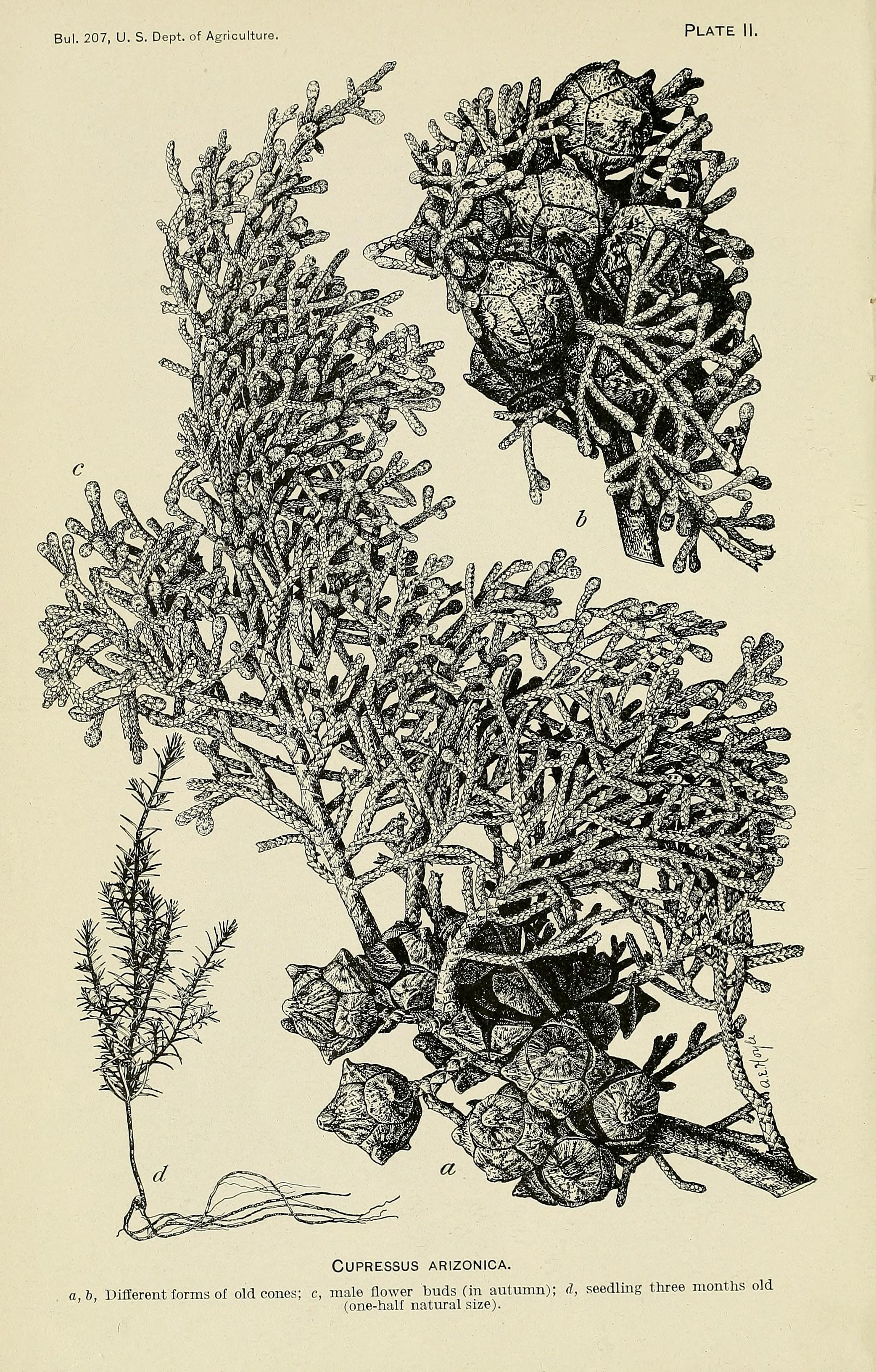
Illustration aus Bulletin of the U.S. Department of Agriculture, 1913–1923

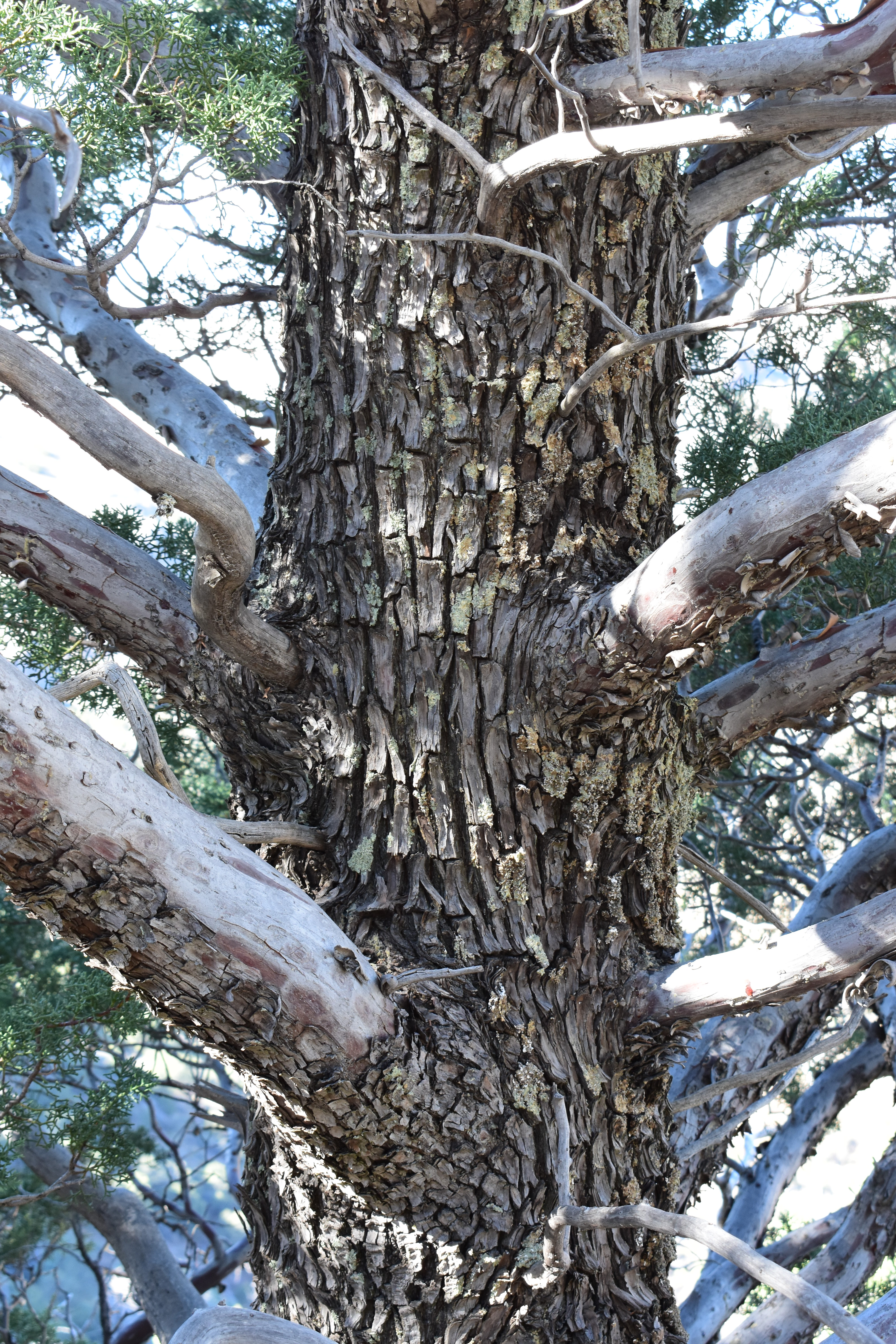
Borke

### Erscheinungsbild
Die Arizona-Zypresse (Cupressus arizonica) wächst als mittelgroßer, geradstämmiger, immergrüner Baum. Er erreicht Wuchshöhen von 10 bis 20 Metern bei einem Brusthöhendurchmesser (BHD) von bis zu 80 Zentimetern. Die eiförmig-kegelförmige Baumkrone ist hellgrau bis dunkelgrün. Die Äste stehen waagerecht vom Stamm ab. Die steifen und dicht stehenden Zweige sind gleichmäßig, entweder wechsel- oder gegenständig, an den Ästen verteilt.

### Rinde
Die Borke von Cupressus arizonica ist je nach Alter von unterschiedlicher Struktur und Farbe. Bei einem BHD von bis zu 15 Zentimeter und bei stärkeren Ästen ist die Borke kirschrot gefärbt. Sie ist glatt und löst sich in dünnen eingerollten, nicht faserigen, Platten vom Stamm. Bei einem BHD von 15 bis 30 Zentimeter ist die Borke dunkelbraun gefärbt. Sie ist dünn und besteht aus unregelmäßig quadratischen oder länglichen Platten, die nicht abblättern. Bei einem BHD von über 30 Zentimetern ist die Borke längsrissig und dunkelbraun bis grau gefärbt. Sie ist faserig und dick und blättert nicht ab.

### Holz

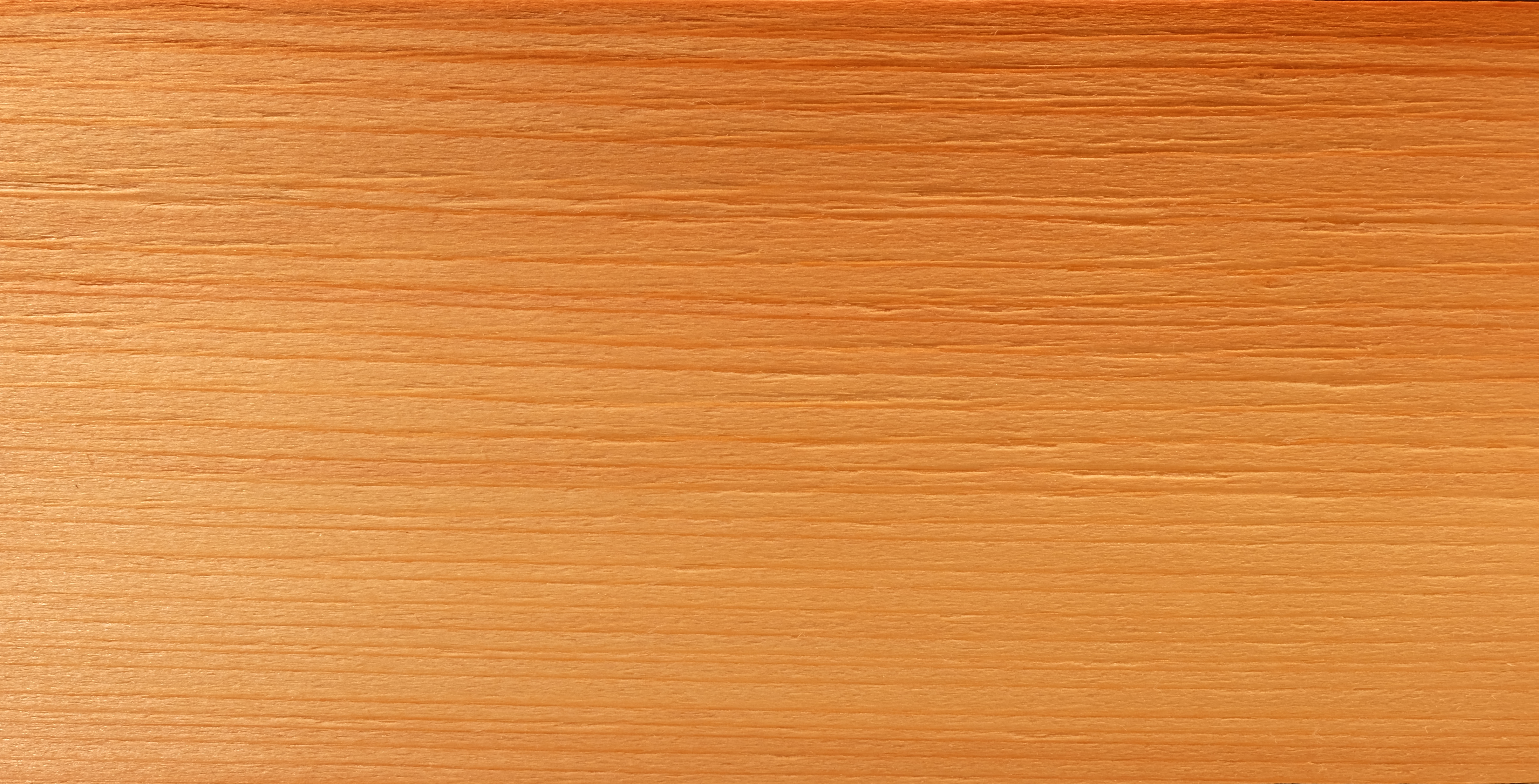
Holz der Arizona-Zypresse (Cupressus arizonica)

Das gelbliche Kernholz unterscheidet sich farblich vom rotbraunen Splintholz. Das Holz von Cupressus arizonica ist sehr leicht, fein texturiert und weist einen geraden Faserverlauf auf. Aufgrund der schlechten Qualität ist es kaum von wirtschaftlicher Bedeutung. Die Rohdichte liegt bei 0,48 g/cm³. Das Holz hat einen unregelmäßigen Jahresringaufbau, der eng mit der Bodenfeuchte zusammenhängt. Es kommen auch doppelte Jahresringe vor. Häufig treten bei Sämlingen und Ästen Frostringe auf.

### Belaubung
Die schuppenartigen Blätter sind nur 2 bis 5 Millimeter lang. Sie sind unterseits gekielt oder gefurcht. Cupressus arizonica besitzt blaugrün gefärbte Blätter und ein scharf zugespitztes oberes Ende. Die Ausprägung der Harzdrüsen ist sehr variabel. Das ausgeschiedene Harz weist eine weißliche bis dunkle Farbe auf.

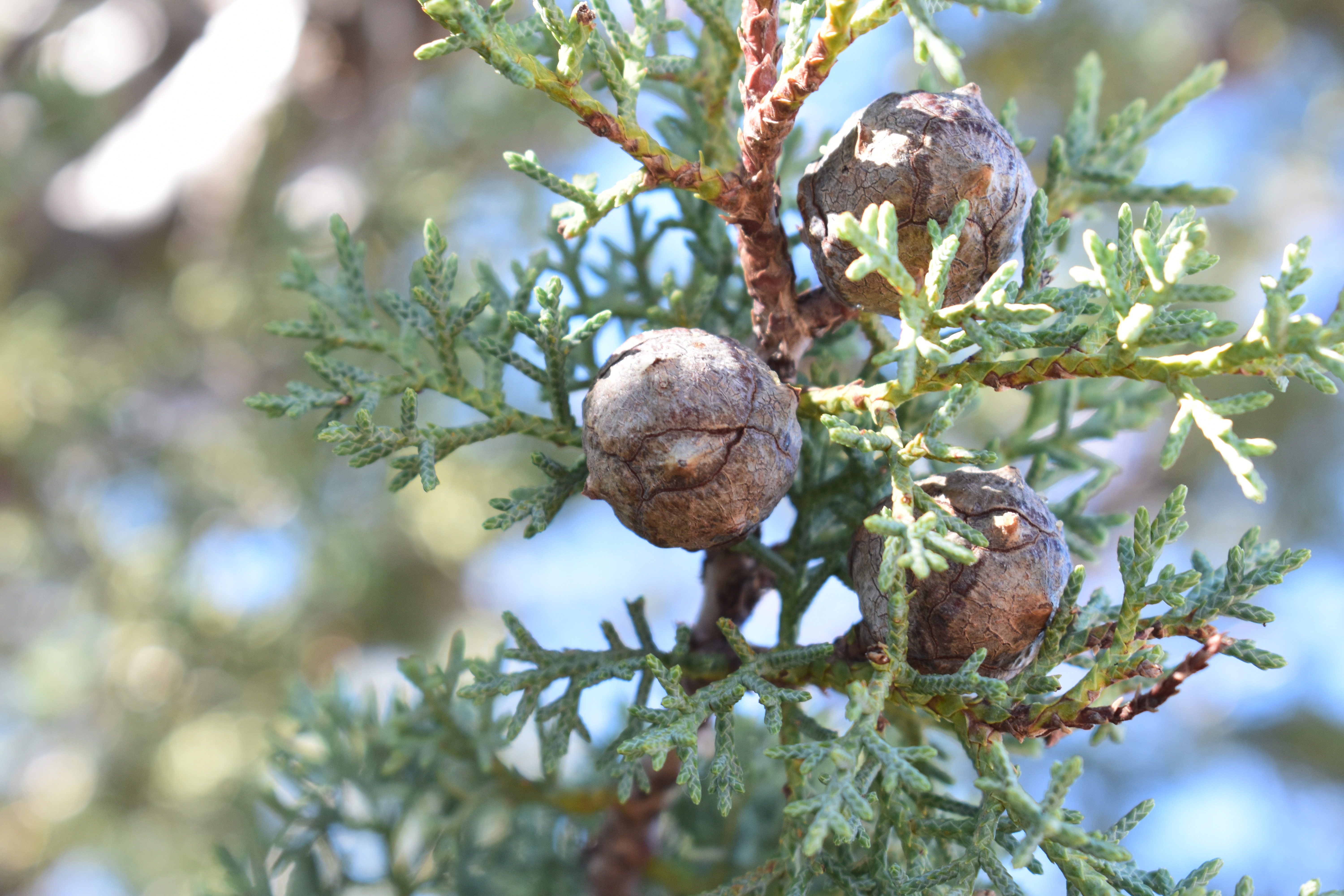
Zweig mit Zapfen

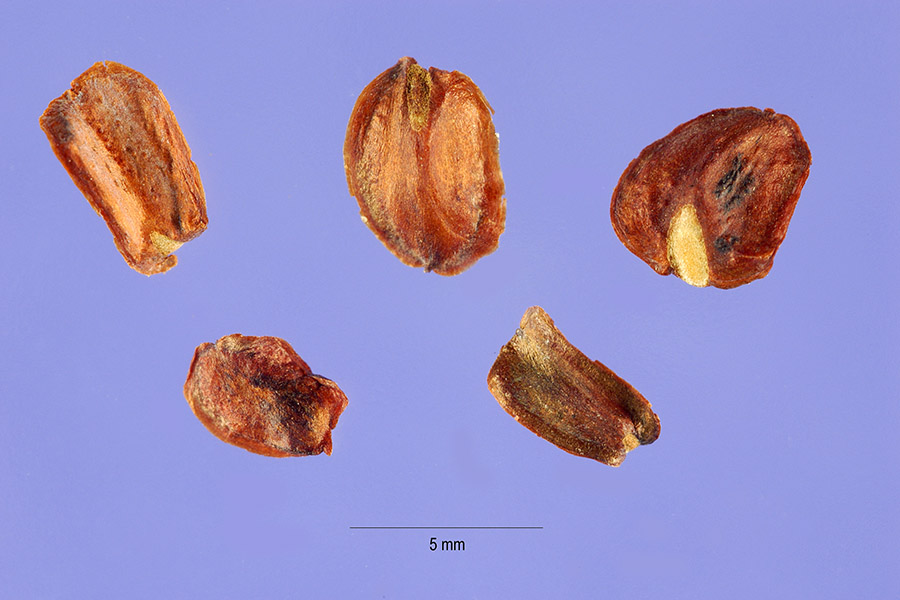
Samen

### Blüten, Zapfen und Samen

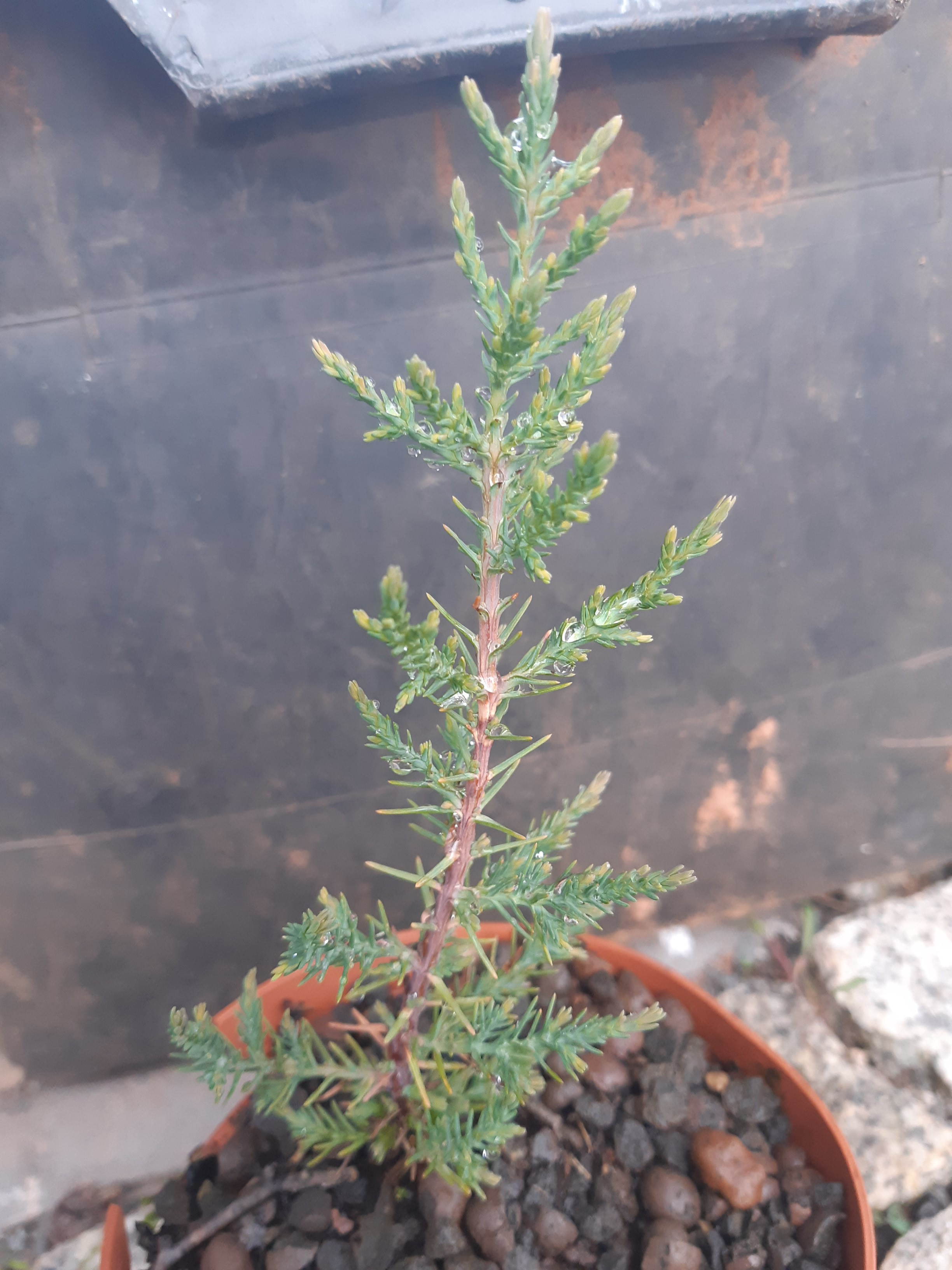
1-jährige Pflanze

In der Blütenmorphologie bestehen kaum Unterschiede zwischen den Varietäten. Cupressus arizonica sind alle einhäusig getrenntgeschlechtig (monözisch) und werden mit 4 bis 5 Jahren mannbar. Sie entwickeln in den ersten 1 bis 2 Jahren nur weibliche Blütenzapfen. Die Blütezeit reicht von Januar bis Februar. Die männlichen Blütenzapfen weisen eine Länge von nur 3 bis 5 Millimetern und einen Durchmesser von 2 Millimetern auf; zur Spitze hin werden sie schmaler. Sie stehen zu mehreren an den Enden von höchstens 8 bis 10 Millimeter langen Kurztrieben. Sie bestehen aus 12 bis 20 Staubblättern mit jeweils vier bis sechs Pollensäcken. Die weiblichen Zapfenblüten stehen endständig an den Zweigen und sind dicker als die männlichen Zapfenblüten. Sie werden von dachziegelartig übereinandergreifenden Blättchen eingeschlossen. Sie sind vor der Bestäubung circa 3 Millimeter lang und ebenso breit. Die Schuppen haben bewimperte Ränder. Die Zapfen sind kugelig bis länglich, 20 bis 25 mm lang und erreichen Durchmesser von 20 bis 22 Millimeter. Sie besitzen sechs oder acht (selten vier oder zehn) Samenschuppen. Zuerst grün, werden die Zapfen mit der Reife, 18 bis 24 Monate nach der Bestäubung, grau oder grau-braun. Sie entlassen die Samen im Herbst des 2. Jahres nach der Bestäubung. Ein Zapfen enthält etwa 90 bis 120 Samen.
Die dünnen und geflügelten, dunkelbraunen Samen sind etwa 4 bis 5 Millimeter lang. Der, bis auf wenige warzige Erhebungen, glatte Samen ist oval bis kugelrund. Die Flügel sind circa 1 Millimeter breit. Das Tausendkorngewicht liegt zwischen 8 und 9 Gramm.

### Chromosomenzahl
Die Chromosomenzahl beträgt 2n = 22.

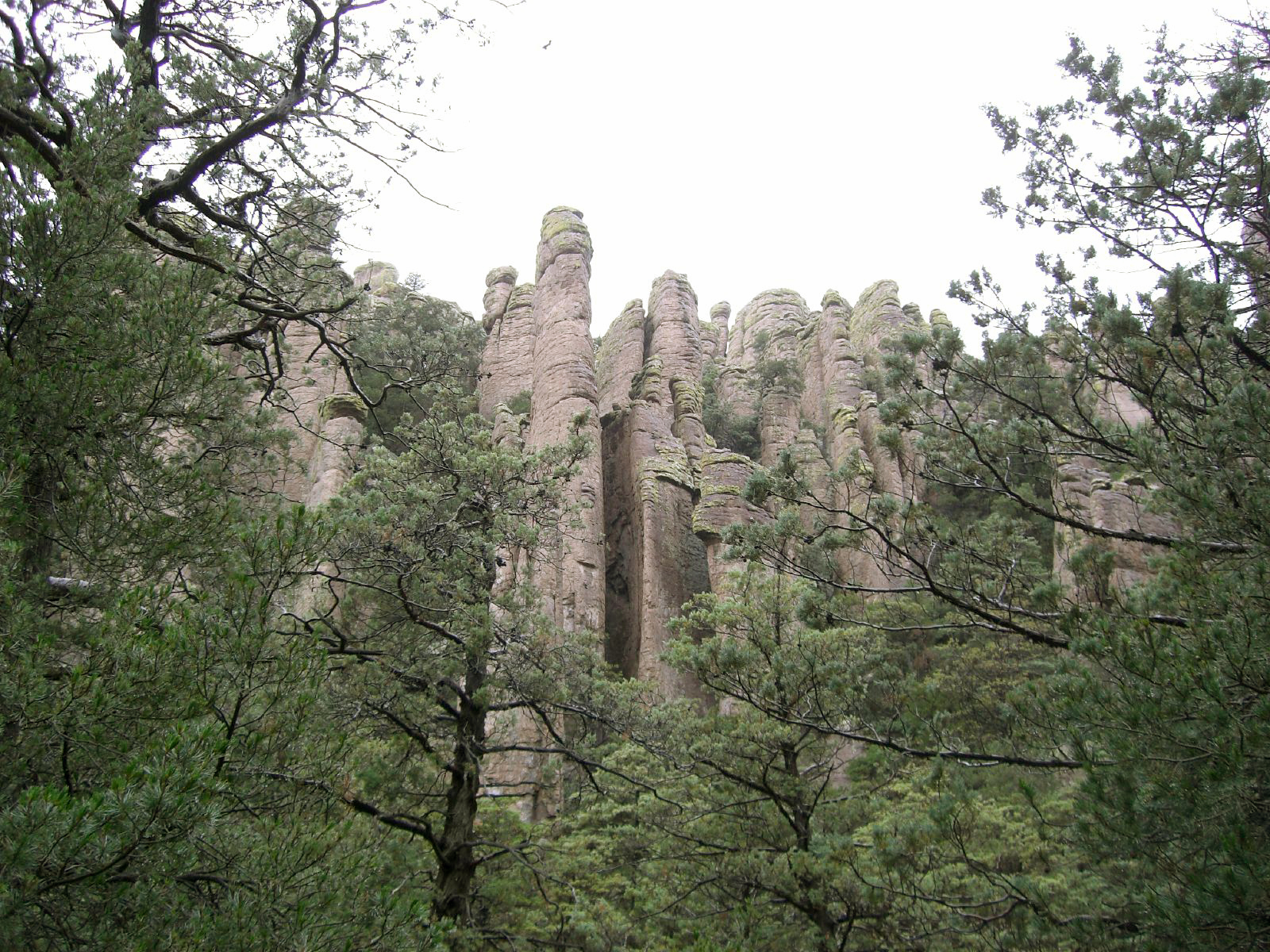
Habitus im Habitat

## Verbreitung und Standort
Die Arizona-Zypresse kommt in den US-Bundesstaaten Arizona, New Mexico sowie Kalifornien und in den mexikanischen Bundesstaaten Coahuila, Chihuahua, Durango, Tamaulipas, Zacatecas und nördlichen Baja California vor. Sie wächst in Höhenlagen von 1000 bis 2900 Metern.
Die Arizona-Zypresse gedeiht in den unteren Lagen von semiariden Gebirgszügen mit Jahresniederschlägen zwischen 250 und 500 mm. Die Lufttemperatur schwankt zwischen −17 °C und über 30 °C. Sie kommt auf groben und geschiebereichen Granit- und Kalkverwitterungsböden mit pH-Werten von 5,5 bis 8,3 vor; manchmal auch auf Ton und Sandstein. Sie ist eine Lichtbaumart. Sie gilt als feuerempfindlich. Sie gilt als unempfindlich gegenüber Winterkälte und Spätfrösten und als dürreresistent.
In der Natur tritt Cupressus arizonica oft in kleinen, verstreuten Populationen und nicht in großen Wäldern auf. Sie bildet häufig Mischwälder mit dem Alligator-Wacholder (Juniperus deppeana), mit der Arizona-Platane (Platanus wrightii), mit Juglans major, mit Pinus edulis sowie mit verschiedenen Eichenarten (Qercus spec.).

## Nutzung
Cupressus arizonica wird aufgrund ihrer geringen Holzqualität außer als Brennholz nicht wirtschaftlich genutzt.
Cupressus arizonica wird in den gemäßigten Breiten oft als Zierpflanze und als Schutz vor Erosion angepflanzt. Sie eignet sich nicht für Windschutzpflanzungen, da die Stämme ab einer gewissen Wuchshöhe die unteren Äste abwerfen.

## Krankheiten und Schädlinge
Die Arizona-Zypresse reagiert empfindlich auf Befall mit der Lausart Cinara cupressi. Ein Befall ist an einer rötlich verfärbten Krone und zahlreichen Dürrästen erkennbar. Die var. arizonica ist anfällig gegenüber dem Zypressenkrebs, der vom Erreger Seiridium cardinale ausgelöst wird, während die var glabra resistent ist. Die Pilzart Phomopsis juniperovora besiedelt das Leitgewebe von Ästen und ruft Astkrebs hervor. Der Pilz Cercospora sequoidae befällt Jungpflanzen und führt im Spätsommer zur Bräunung und zum Abfall der Blätter und jungen Zweige. Kabatina thujae ist eine Pilzart, die ein Triebsterben hervorruft, das zum Absterben kleinerer Bäume führen kann.
Die Art ist widerstandsfähig gegenüber Dürre, Kälte und Spätfrösten.

## Systematik und Gefährdung
Die Einstufung als Subtaxon oder Art wird kontrovers diskutiert. Cupressus arizonica steht in der Rote Liste gefährdeter Arten der IUCN.